# Arturo Tapia
Arturo Tapia González (25 de enero de 1991; Toluca, México) es un futbolista mexicano. Juega como mediocampista en Cafetaleros de Chiapas de la Liga de Ascenso de México.

## Trayectoria

### Deportivo Toluca Fútbol Club
Debutó con el Deportivo Toluca en 2012, en un partido disputado en el Estadio Nemesio Díez entre el Toluca y Cruz Azul en el cual, ganarían los cementeros con un marcador de 3 a 0. Entró al minuto 63 por José Manuel Cruzalta. 

### Potros de la UAEM
En 2014, debido a la poca actividad que tendría con el conjunto choricero fue prestado a los Potros UAEM, su préstamo ha sido renovado en 2015 y en 2018.

### Cafetaleros de Chiapas
Después de la desaparición de los Potros de la UAEM Arturo es oficializado como un refuerzo de los Cafetaleros de Chiapas para el Clausura 2020.

## Clubes
| Club                   | País   | Año       |
| ---------------------- | ------ | --------- |
| D. Toluca F. C.        | México | 2011-13   |
| Potros de la UAEM      | México | 2014-19   |
| Cafetaleros de Chiapas | México | 2020-Act. |

## Palmarés

### Campeonatos nacionales
| Título                  | Equipo      | Sede   | Torneo            |
| ----------------------- | ----------- | ------ | ----------------- |
| Liga Premier de Ascenso | Potros UAEM | México | Apertura 2014     |
| Liga Premier de Ascenso | Potros UAEM | México | Apertura 2015     |
| Liga Premier de Ascenso | Potros UAEM | México | Temporada 2015-16 |